# Mirabella Imbaccari
Mirabella Imbaccari (Mirabbeḍḍa o [i] Màcari in siciliano) è un comune italiano di 4 147 abitanti della città metropolitana di Catania in Sicilia.

## Origini del nome
Risulta evidente l'origine di Mirabella, nome dato nel 1610 dal fondatore Giuseppe Paternò in onore della moglie Eleonora Mirabella. Più oscura, invece, l'etimologia di Imbàccari: in base ad alcune ipotesi, potrebbe essere connesso a Imachara, città sicana più volte citata da Cicerone e da altri autori antichi, il cui corrispettivo greco antico era Ἱμιχάρα Himikhára o Ἡμιχάρα Hēmikhára. Plinio è incerto riguardo alla forma esatta del toponimo ma anche lui afferma che questa città era collocata all'interno dell'isola, riportando anche gli aggettivi Macarēnsis o Macharēnsis. Tuttavia, alcune ricerche hanno indotto a identificare il centro sicano con altre località isolane: presso la contrada Vaccarìa di Nicosia o lungo la strada fra Centuripe e Capizzi, a nord di Agira.
Nel dialetto locale, un siciliano fortemente influenzato dal gallosiculo, la cittadina è chiamata Mirabbeḍḍa oppure [i] Màcari; i suoi abitanti sono noti come macarisi.

## Storia

### Dalle origini alla rivolta dei Lombardi
Il feudo Imbaccari nel periodo arabo si trovava nel vastissimo territorio di Manzil Khalīl o Malgâ Halīl o Abū Halīl (alla lettera "Quello di Abramo", letto come "Rifugio di Abramo") e il suo casale, Ambakarih (829) o Imakarah (834), faceva parte dei quindici casali che gravitavano attorno al borgo più importante di Iblātasah (che poteva costituire la variante araba del toponimo Ibla, o del latino Platea o Platia, che avrebbe originato il nome di Piazza Armerina), che sembra si trovasse nei pressi dell'odierna Villa Romana del Casale).
Dopo la guerra contro i musulmani il feudo venne concesso dal conte Ruggero I d'Altavilla ai più valorosi combattenti lombardi, ma la popolazione rimase prevalentemente araba. Nel 1160 tra i grandi feudatari e gli abitanti delle provincie del regno e soprattutto delle colonie lombarde, montarono i malumori, le preoccupazioni e il risentimento per la politica permissiva di Guglielmo I il Malo verso gli Arabi e i Greci, che ancora abitavano quei territori e che si erano mostrati sudditi fedeli assai utili nell'amministrazione dello Stato e nelle file dell'esercito normanno.
Una congiura di corte, capeggiata da Matteo Bonello, signore di Caccamo, e dai baroni più influenti del regno, portò all'uccisione dell'ammiraglio Maione da Bari, paladino della politica di pacifica convivenza con gli Arabi e coi Greci. Tancredi d'Altavilla dei conti di Lecce e Ruggero Sclavo, figlio illegittimo del conte Simone Aleramico di Policastro, si ribellarono a Guglielmo I e tornati da Palermo, dove era fallita la loro rivolta, furono aiutati dagli abitanti dei casali lombardi di Rambaldo, Rossomanno, Ciappa, Polino, Eliano e Comicino ad assaltare e massacrare i Saraceni che ancora vivevano nei casali di Iblātasah, Anaor, Rahal Phididi, Rahal Biât, Rabugino, Ramursura, Rachulmet, Garsiliato, Imbaccari e Gallinica, distruggendoli totalmente. L'anno seguente Guglielmo I, appena saputo della grave insurrezione, assediò i casali ribelli di Rambaldo, Rossomanno, Ciappa, Polino, Comicino ed Eliano servendosi anche dei soldati saraceni pronti a vendicare il massacro dell'anno prima. Li espugnò e li rase al suolo e lo stesso fece con Butera, risparmiando solo Fundrò, Rossomanno, Pietratagliata, Agata, Anaor e qualche altro casale dove si rifugiarono i superstiti. Il re tornò a Palermo a costituire due corpi di spedizione per combattere gli insorti della Calabria e della Puglia. Ad uno di questi corpi si arruolarono volontari i Lombardi superstiti dei borghi distrutti che, nella battaglia di Taverna, si coprirono di gloria a tal punto da meritarsi dal re il decreto di ricostruzione della loro città. Mentre, però, Ibla, Platia, Platea, Placea, Placia (Piazza Armerina) venne ricostruita nel 1163, gli altri casali rimasero definitivamente distrutti.

### Da feudo medievale all'Unità d'Italia
Il casale feudale di Imbaccari, comprendente anche il màrcato di Piana di Minnelli, dal 1296 si frazionò in Imbaccari Sottano, diviso a sua volta in Baldo Inferiore e Baldo Superiore, e in Imbaccari Soprano, diviso anch'esso nei màrcati Sortavilla Inferiore e Sortavilla Superiore. Nei secoli XII, XIII e XIV Imbaccari appartenne alle famiglie di nobili abitanti a Piazza (Goffredo di Mazzarino, Ugo Lancia, de Cardona, Villardita) e, nei primi anni del Quattrocento, alla famiglia de Landolina abitante a Caltagirone. Nel 1425 Giovanni (de) Landolina di Caltagirone fu costretto a vendere Imbaccari Sottano a Gualtiero Paternione (Paternò) e Spadafora V barone del Burgio e I barone di Imbaccari Sottano. La famiglia Paternò continuò il possesso del feudo per oltre un secolo e mezzo, sino al 1585, quando il barone Giuseppe Maria Paternò e Gravina, barone di Granieri e Raddusa, vendette Imbaccari Sottano a Pietro Gaffori, barone del Toscano, tenendo per sé Baldo e Piana di Minnelli. Dieci anni più tardi il barone Paternò Giuseppe Maria e Gravina, rimasto vedovo, si sposò a Modica, per la seconda volta, con Eleonora (o Leonora) Mirabella figlia ed erede di Biagio Mirabella e Landolina, signore di Carcaci e Racalcaccia, e quindici anni dopo, l'11 settembre 1610, chiese ed ottenne da re Filippo III di Spagna, la licentia populandi e il mero e misto imperio per il suo feudo Baldo e Piana di Minnelli per costruirvi così una "Terra", ovvero un paese, dandogli il nome di Mirabella in onore della famiglia della moglie Eleonora.
Nel 1624 il figlio di Giuseppe Maria Paternò e Gravina, Giacinto Maria Paternò e Mirabella, barone di Raddusa, Granieri e Destra, riacquistò il feudo di Imbaccari Sottano dai discendenti di Pietro Gaffori (Pietro e Chierico Francesco Gaffori) e nel 1630 ottenne la licenza, dal viceré Francisco Fernández de la Cueva, di trasferirvi il paese, già fondato nel 1610 nel feudo di Baldo, che, purtroppo, si era rivelato insalubre persistendo la malaria. A questo trasferimento si oppose la città di Piazza che si vedeva lesa nei suoi diritti perché privata da una parte delle entrate fiscali. Dopo sei anni di contrasti, pagando 200 onze ai Giurati di Platia, arrivò l'accordo risolutivo per ottenere la totale giurisdizione. Infatti, il viceré Luigi Moncada, principe di Paternò, concesse l'autorizzazione definitiva al trasferimento. Nel 1693 il feudo di Imbaccari Sottano insieme alla Terra di Mirabella, per i debiti contratti da Francesco Maria Paternò e Tornambene, se lo aggiudicò il barone piazzese Trigona Aloisio (Luigi) I. Dopo la rinunzia del figlio primogenito di Aloisio, Matteo Trigona, vescovo di Siracusa, ne mantenne il possesso nel 1715 il fratello, Ottavio Trigona. Nel 1730 Ottavio rinunciò in favore del figlio Aloisio II che se ne investì nello stesso anno. Poco tempo dopo Aloisio II vendette il feudo a Trigona Vespasiano, duca di Misterbianco. Ma nel 1734 lo recuperò, pagando i debiti del fratello Francesco Maria, Geronimo Paternò e Tornambene che, poco prima che morisse, vendette il diritto al recupero del feudo a Vincenzo Paternò Castello IV principe di Biscari (1685-1749), il quale si investì del titolo di Imbaccari Sottano, Baldo e Terra di Mirabella nel 1737.
Alla morte di Vincenzo Paternò Castello il feudo d'Imbaccari Sottano, Baldo e Terra di Mirabella passò nel 1750 al suo primogenito, Ignazio Paternò Castello e Scammacca V principe di Biscari detto il Grande (1719-1786), perché illustre mecenate, archeologo, numismatico e letterato nonché fondatore del museo "Biscari" di Catania. Alla morte del padre Ignazio si investì del feudo il figlio primogenito Vincenzo Ignazio Paternò Castello e Morso VI principe di Biscari (1743-1813). Durante il suo possesso si congiunse nel 1792, sotto un unico signore, anche il feudo di Imbaccari Soprano e Sortavilla avendolo acquistato da Antonino La Grua e Branciforte principe di Carini e, sempre Vincenzo Ignazio, nel 1809, s'investì anche del feudo confinante Gatta.
A Vincenzo Ignazio Paternò Castello e Morso succedette il figlio Ignazio Vincenzo Paternò Castello e Arezzo VII principe di Biscari (1781-1844) e barone di Imbaccari Sottano, Baldo, Terra di Mirabella, Imbaccari Soprano, Sortavilla e Gatta, alla cui morte succedette il fratello Roberto Vincenzo Paternò Castello e Arezzo VIII principe di Biscari (1790-1857) che nel 1814 sposò Lucrezia Tedeschi ricevendo in dote anche le signorie del Toscano, Mandrile e màrcati di Toscanella.
Nel 1862 il regio decreto del re d'Italia Vittorio Emanuele II stabilì che il paese fosse denominato Mirabella Imbaccari. A Roberto Vincenzo Paternò Castello e Arezzo succedette nel 1861 per metà il figlio terzogenito Ignazio Vincenzo Paternò Castello e Tedeschi (1819-1888), per l'altra metà succedette il 14º e penultimo figlio, Camillo Paternò Castello e Tedeschi (1835-1880), sposatosi nel 1872 con Maria Stagno dei principi d'Alcontres. Dal loro matrimonio nacquero Roberto Paternò Castello e Stagno (1875-1895) e Ignazio Paternò Castello e Stagno (Catania 1879 - Monza 1944). Ignazio fu l'ultimo della famiglia Paternò Castello che nel 1897 ereditò i beni di Mirabella Imbaccari parte per diritto ereditario e parte per transazione. Si sposò nel 1899 con Angelina Auteri (Napoli 1880-Legnano 1964), in seguito suor Maria di Gesù, figlia del barone catanese Franco e della pugliese Maria Gaetana Gionti. Il barone Ignazio frazionò il feudo in piccoli appezzamenti e donò sia il Palazzo Baronale all'Istituto delle Suore Dorotee (1928) che il terreno in contrada Orto Canale per la costruzione delle Scuole elementari (1930), prima di entrare tra i Chierici Regolari di San Paolo, detti Barnabiti, a Monza.
Dal 2022 la città fa parte del progetto del Primo parco mondiale dello stile di vita mediterraneo insieme ad altre 103 città del centro Sicilia.

### Simboli
Lo stemma e il gonfalone del comune di Mirabella Imbaccari sono stati concessi con decreto del presidente della Repubblica del 15 gennaio 2018.
Stemma
Gonfalone
Lo stemma attuale rappresenta il legame della comunità con la famiglia Paternò che portava un blasone d'oro, a quattro pali di rosso, colla banda d'azzurro, attraversante sul tutto. A seguito di un'iniziativa popolare, questo emblema sostituisce quello concesso con DPR del 16 giugno 1982 che si blasonava: interzato in fascia: il PRIMO, partito: a) d'oro, al leone rivoltato d'azzurro, b) gheronato di rosso e d'argento di otto pezzi; il SECONDO, d'azzurro, a tre gigli d'oro; il TERZO, d'argento, a tre gigli di nero; fiancheggiato: a destra troncato: a) di nero pieno, b) d'argento, all'orlatura di nero, a dieci tortelli dello stesso posti in cinta; a sinistra d'oro, a sei torte d'azzurro (1, 2, 2, 1). Il gonfalone era un drappo di azzurro.

## Monumenti e luoghi d'interesse

### Chiesa di Santa Maria delle Grazie

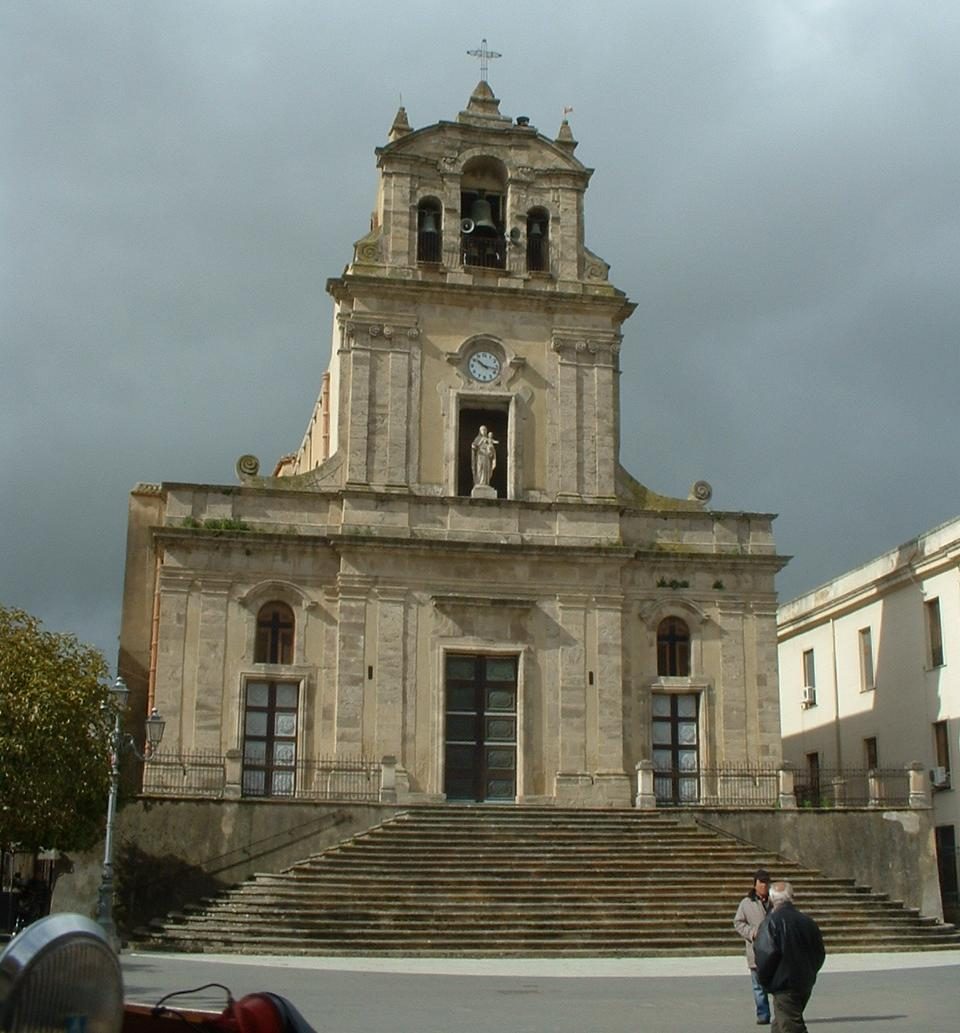
Chiesa di Santa Maria delle Grazie

La Chiesa Madre è dedicata alla Madonna delle Grazie, insigne monumento di architettura barocco-dialettale che s'innalza, fronteggiando il palazzo Biscari lungo la via Trigona, sulla piazza principale del paese. Vi si accede attraverso un'ampia scalinata.
Il suo prospetto, a tre ordini architettonici, in stile barocco-siciliano, delineato da grandi lesene con basi e capitelli, è ornato di un grande ed artistico portale con fregio e timpano, di una finestra con statua di pietra della Madonna col Bambino, di un grande orologio civico, di un campanile a trifora, con archi a tutto sesto, e di un timpano terminale con croce ed acroterii.
Fu costruita da Giacinto Paternò contemporaneamente alla costruzione del Palazzo e alle 60 case scaglionate lungo l'attuale via Trigona.
Durante il terremoto del 1693 subì parecchi danni, che furono riparati da don Luigi Trigona, dal cui successore don Ottavio e da altri Signori o Parroci che si sono succeduti venne arricchita ed abbellita ulteriormente.
Di pregevole vi si trovano un sarcofago che racchiude le spoglie di Giuseppe e Innocenza Paternò; una tela della Crocifissione, che sia pure non firmata, si presume essere stata dipinta da Michelangelo da Gangi appartenente alla scuola di Giuseppe Salerno detto lo zoppo di Ganci; un'altra dipinto raffigurante la Trasfigurazione, opera di Michele Salvo da Gangi.
Da sottolineare la presenza (sopra la vecchia sagrestia) di un quadro dell'artista mirabellese Vincenzo Di Fazio (1884-1968) raffigurante l'Ascensione. La chiesa è stata ristrutturata nel 2006.

### Palazzo Biscari

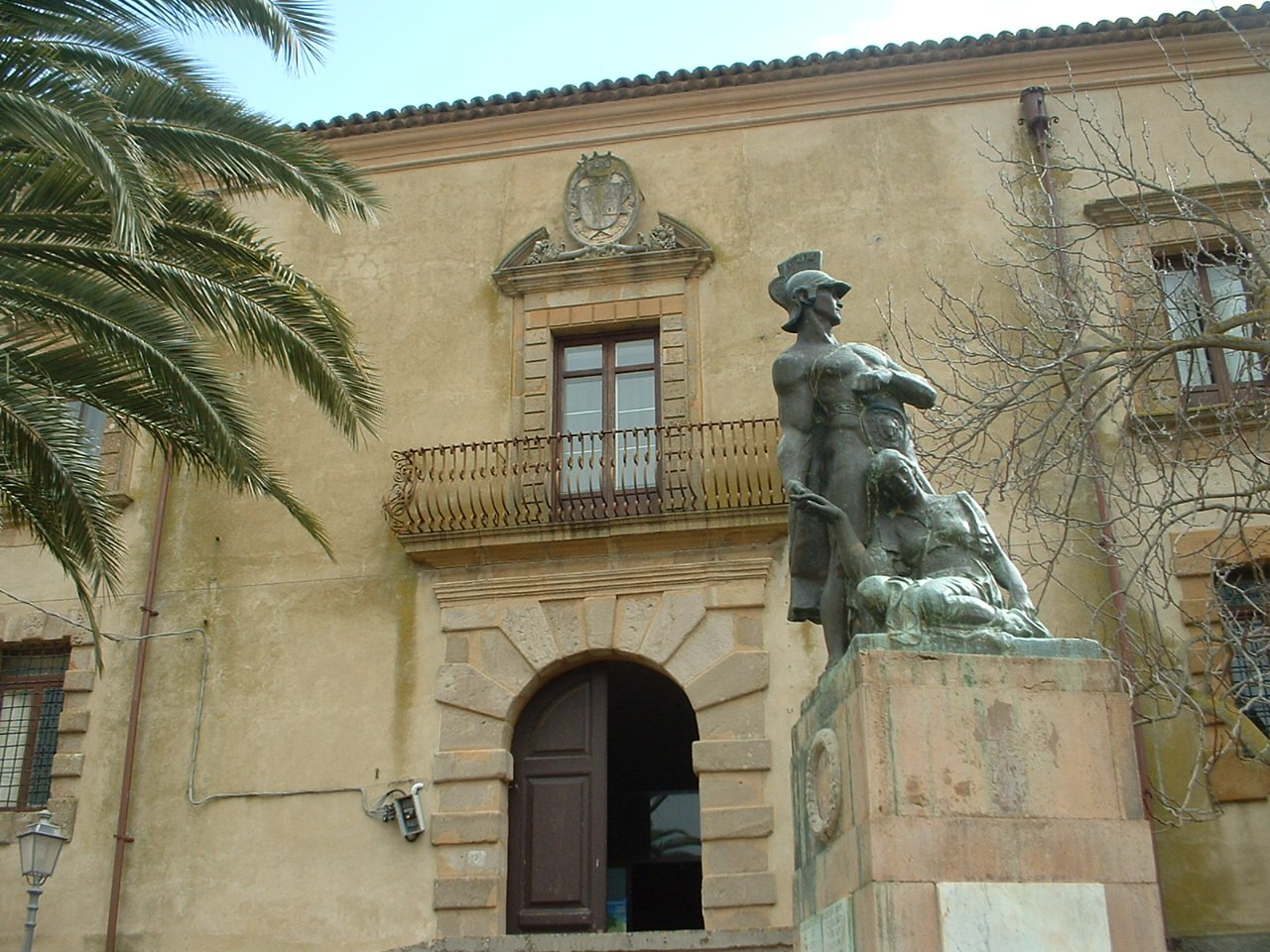
Facciata del Palazzo Biscari

È il monumento più insigne, unitamente alla Chiesa Madre, che c'è nel Comune di Mirabella. In esso attualmente ha sede l'Istituto delle Suore di Santa Dorotea. Sorge sul punto più alto del paese, sullo sfondo della via Trigona, che è l'arteria più centrale e più antica.
Di esso così si esprime un poeta locale:
Sorge in alto l'antico maniero costruito da secoli ormai; da lontano mirar lo potrai: maestoso, superbo lassù. Ecco là! In cima a quel monte! È del popolo nostro la gloria che richiama remota la storia di nostr'avi, di gente che fu.
È di architettura barocco-locale, dal portale, dagli stipiti e dalle finestre di pietra intagliata. Dai balconi di ferro bombato, sul frontespizio troneggia lo stemma della casa gentilizia dei Biscari (sul campo sinistro di chi guarda si vede uno scudo con otto strisce verticali tagliate da una trasversale e, sul campo destro, una torre merlata).
È un palazzo molto ampio, con un cortile interno, o baglio, cinto da terreno coltivato a giardino e orto, e dal boschetto dalla parte di levante. Comprende molte ampie stanze che un tempo erano adibite in parte ad abitazione e in parte a dispensa, cucina, cavallerizza, magazzini.
Al centro dell'androne, pavimentato con mattoni di argilla ordinari, vi è una grande cisterna con due colonnine di ferro battuto, alimentata dalle acque piovane. Dall'androne si accede, attraverso un'ampia scala tutta in pietra ivi compreso il passamano, al piano superiore dove, tra l'altro, sono ben custoditi alcuni mobili antichi lasciati dai Biscari, e qualche quadro pregevole di loro antenati. Nella grande stanza che un tempo fu la camera da letto dei coniugi Biscari c'è la cappella delle Suore dove si possono ammirare un artistico altare scolpito in noce con un altro in mogano di recente fattura sullo stile basilicale e due preziosi candelabri di bronzo. Annesso al palazzo Biscari nella parte di tramontana sorge quello che comunemente si chiama il Carcere (tipica costruzione con i merli sovrapposti, sul tipo dei castelli medioevali, che un tempo serviva come luogo di pena e adesso è stato ristrutturato internamente per attività sociali).
Un Monumento ai Caduti, inaugurato nel 1938 durante l'amministrazione del cav. Benedetto Lo Presti, fu collocato di fronte al Palazzo Biscari.

Il monumento, realizzato in bronzo da Pietro Montana e raffigurante un poderoso soldato che sorregge una donna prostrata e afflitta, è un dono dei Mirabellesi residenti negli Stati Uniti d'America.
Nel 2014 piazza Santa Paola Frassinetti è stata sottoposta a restauro: è stata ricostruita la scalinata d'accesso al Palazzo Biscari e ripulito il Monumento ai Caduti che è stato spostato alla sinistra del palazzo.

### Palazzo Giangrande
È un isolato costruito sotto il carcere o castello facente angolo con l'attuale via Politini e via Castello.
La sua costruzione risale alla stessa epoca del palazzo Biscari o immediatamente successiva. Vi si ammirano ancora il portale che si apre in via Castello, tutto in pietra intagliata con lesene e capitelli, e un altro portale sulla via Politini, pure intagliato ma con linee diverse.

### Chiesa del Sacro Cuore di Gesù
La chiesa del Sacro Cuore fu provvisoriamente ricavata, nel dicembre 1908, dai magazzini della famiglia Politini dopo un fallito tentativo di portare a termine nel 1904 la costruzione di una seconda chiesa in Mirabella, la cui prima pietra venne posta da mons. Damaso Pio De Bono (1850-1927). La nuova costruzione si era resa necessaria dopo il terremoto dell'8 dicembre di quello stesso anno, che aveva reso inagibile la pericolante chiesa madre.
Il promotore della nuova costruzione fu il parroco Rosario Giustolisi (1882-1935), che validamente aiutato da un comitato civico e dall'entusiasmo dei fedeli del quartiere delle Forche, diede stabile struttura ai locali della nuova chiesa, che nel 1911 ottenne il riconoscimento canonico dalla competente autorità ecclesiastica.
L'interno, a tre navate, è decorato da un grande Crocifisso di legno di Vincenzo Moroder del 1953, dall'originario altare maggiore di marmo ornato dalla statua di legno del Sacro Cuore di Luigi Santifaller, dall'altare conciliare di marmo dei fratelli Alberghina, da due altari laterali con la statua lignea di Sant'Antonio (Santifaller) e una statua di cartapesta della Madonna di Lourdes e da una tela con angeli, recanti simboli della passione, di un non meglio identificato Albino, dal fonte battesimale di marmo di Carrara del 1940 e dal portale di noce di Salvatore Massari del 1961.
Ricordiamo, ancora, che nella chiesa, vicino alla colonna di fronte all'altare della Madonna di Lourdes, nel 1947 furono traslate le spoglie mortali del suo fondatore, con questa iscrizione:

## L'Opera del Tombolo
L'attività artigianale dei merletti a tombolo costituisce una ricchezza tipicamente locale, pregio e vanto di tutte le donne del paese.
Il tombolo — probabilmente nato in Cina e portato in Italia da Suore Missionarie — è un tessuto finissimo ottenuto da un intreccio di filo di lino o di cotone attraverso il frusciare dei fuselli di legno abilmente manovrati da dita esperte.
Nei locali del principesco palazzo Biscari le donne mirabellesi, in modo particolare le giovani, si raccolsero numerose per apprendere quell'arte che sarebbe diventata — e lo è ancora — il fiore all'occhiello del paese. Nel 1910 l'Opera venne ufficialmente istituzionalizzata con la venuta da Roma di quattro suore dell'Ordine di Santa Dorotea espressamente chiamate dai principi Biscari a stabilirsi nel palazzo, assicurandone così la continuità.
Da quel momento Mirabella fu tutto un fervore di tombolo che con l'andar del tempo ha cambiato per molti versi il volto del paese dandogli una posizione di primo piano anche in campo nazionale per la produzione di tali preziosi merletti, esposti nelle mostre di artigianato in varie città d'Italia ed estere ottenendo ambiti premi.
Tale lavoro è diventato talmente popolare che non c'è una casa o una strada dove non si vedano donne e bambine sedute al sole, o all'ombra, intente a tessere finissimi e pregiati merletti.
Merito tutto della giovanissima moglie del principe Biscari, Angelina Auteri, che credendo fermamente nel suo ambizioso e coraggioso progetto imprenditoriale, offrì alle donne del paese la possibilità di rendersi indipendenti e di preparare da sé il corredo alle figlie.
Il tombolo negli anni divenne una realtà economica molto forte, tanto da far meritare al paese la denominazione di "Città del Tombolo".

### Museo del Tombolo

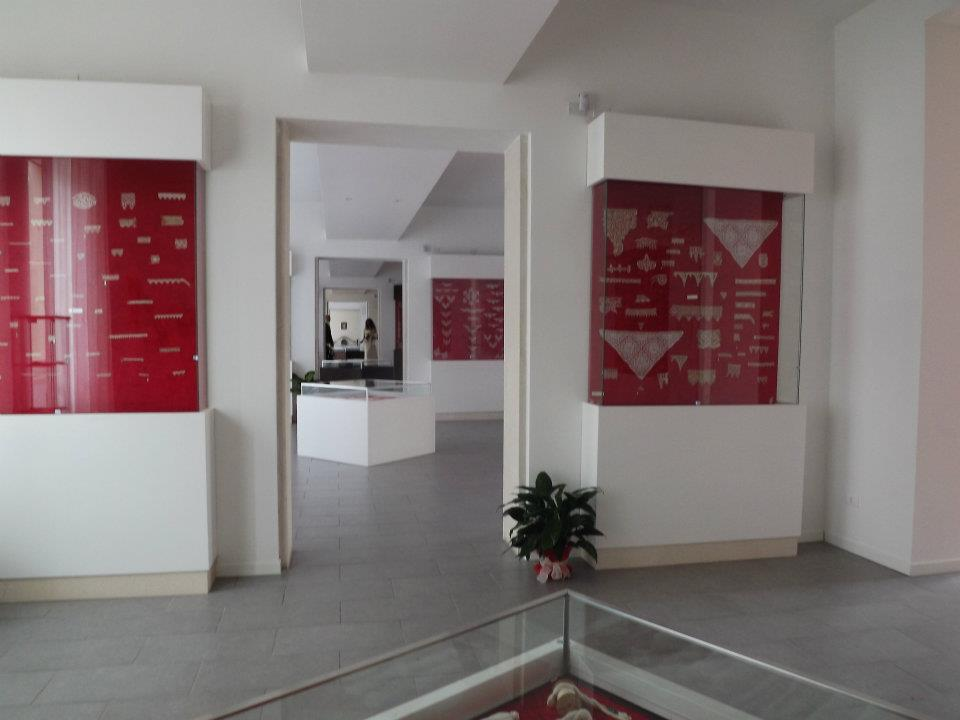
Interni del Museo del Tombolo

Dal 1961 al 1974 si è svolta la Mostra del Tombolo in concomitanza della festa patronale e nel 1986 è stata inaugurata come Mostra permanente, ubicata nei locali dell'ex scuola media.
Il 18 marzo 2012 è stato inaugurato il Museo del Tombolo.
Vi si trovano esposti pregiati merletti di ogni forma e misura.

## Società

### Evoluzione demografica
Abitanti censiti

### Lingue e dialetti
A Mirabella Imbaccari si parla un dialetto della lingua siciliana di tipo centrale, con evidente sostrato gallo-italico, dovuto alle migrazioni avvenute nella Sicilia orientale di popolazioni Lombarde tra l'XI ed il XIII secolo, come è avvenuto nelle comunità vicine di Caltagirone (il quale ha un dialetto siciliano con sostrato ligure), Piazza Armerina e Aidone (che hanno entrambe un vero e proprio dialetto gallo-italico) e San Michele di Ganzaria.

### Tradizioni e folclore

#### Festa della Madonna
È la festa patronale del paese che da sempre si svolge l'ultima Domenica di Agosto (da qualche anno si svolge la penultima Domenica per facilitare la presenza agli emigrati). La partecipazione popolare è plebiscitaria soprattutto durante la processione che si snoda attraverso le vie del paese. Caratteristiche sono le promesse con i ceri e le catene ai piedi.

#### Santa Lucia
Oltre alla tradizionale cuccìa, il 12 e 13 dicembre si accende la Vampa (falò) in Piazza Vespri.
In tale occasione, ormai da parecchi anni, si svolge la sagra della cuccia.

#### Altari di San Giuseppe (19 marzo)
Si tratta di un voto che molte persone fanno in onore di San Giuseppe per grazia ricevuta.
Gli altari vengono addobbati nel migliore dei modi e con massima dovizia di cibi. Vi si assidono per il pranzo un uomo, in ragazzo e una ragazza rappresentanti i tre personaggi della Sacra Famiglia.

#### Viaggio al Calvario
È una processione suggestiva, commovente e partecipata, sia pure alquanto ridimensionata in questi ultimi tempi per la mancanza dei confratelli col cappuccio, che si svolge la mattina del Venerdì Santo con una grande croce portata da un devoto.
La sera, con partecipazione massiva, si svolge la tradizionale processione del Cristo Morto e dell'Addolorata.
Caratteristici sono i Lamenti in dialetto locale che si cantano il Venerdì Santo durante il percorso delle processioni ed anche il 19 marzo quando si girano gli Altari di San Giuseppe. Si tratta di canti modulati su cadenze arabesche che ricordano i misteri della Passione e Morte del Signore.

#### Carnevale
È una ricorrenza annuale che si celebra a febbraio o marzo ,in passato vedeva i giovani divertirsi nei festini in famiglia o in sale pubbliche.
Da parecchi anni il carnevale viene organizzato in modo più chiassoso con sfilate di carri allegorici e gruppi mascherati, manifestazione che si conclude con una premiazione e si protrae con balli pubblici sotto il tendone nella piazza principale.

## Infrastrutture e trasporti

### Ferrovie
Dal 1930 al 1965 l'abitato di Mirabella Imbaccari era servito dalla ferrovia Dittaino-Piazza Armerina-Caltagirone.

## Amministrazione
Di seguito è presentata una tabella relativa alle amministrazioni che si sono succedute in questo comune.
| Periodo          | Periodo           | Primo cittadino        | Partito                       | Carica  | Note   |
| ---------------- | ----------------- | ---------------------- | ----------------------------- | ------- | ------ |
| 29 giugno 1989   | 16 novembre 1989  | Filippo Siciliano      | Democrazia Cristiana          | Sindaco | [ 16 ] |
| 18 novembre 1989 | 8 agosto 1990     | Giuseppe Turino        | Partito Socialista Italiano   | Sindaco | [ 16 ] |
| 24 agosto 1990   | 20 febbraio 1991  | Bruno Tigano           | Partito Socialista Italiano   | Sindaco | [ 16 ] |
| 20 febbraio 1991 | 11 maggio 1992    | Gaetano Muscarello     | Democrazia Cristiana          | Sindaco | [ 16 ] |
| 15 maggio 1992   | 16 settembre 1992 | Salvatore Fiscella     | Democrazia Cristiana          | Sindaco | [ 16 ] |
| 6 dicembre 1993  | 28 maggio 2002    | Marco Falcone          | lista civica di centro-destra | Sindaco | [ 16 ] |
| 28 maggio 2002   | 15 maggio 2007    | Giuseppe Turino        | lista civica                  | Sindaco | [ 16 ] |
| 15 maggio 2007   | 10 giugno 2017    | Vincenzo Marchingiglio | centro-destra                 | Sindaco | [ 16 ] |
| 12 giugno 2017   | in carica         | Giovanni Ferro         | lista civica                  | Sindaco | [ 16 ] |

## Sport

### Calcio
La principale squadra di calcio della città era l'A.S.D. Mirabella che ha militato nel girone G siciliano di 1ª Categoria.